# Vida perfecta
Vida perfecta es una serie de televisión española escrita por Leticia Dolera, dirigida por Leticia Dolera, Ginesta Guindal, Elena Martín, Lucía Alemany e Irene Moray y producida por Corte y Confección de Películas para la plataforma Movistar+ estrenada el 18 de octubre de 2019. El 17 de diciembre de 2019, la serie fue renovada por una segunda y última temporada, la cual fue estrenada el 19 de noviembre de 2021.

## Sinopsis
María, Esther y Cristina son tres mujeres que entrelazan sus existencias cuando están sobrellevando sus respectivas crisis personales. Unidas, descubren que su vida no tiene por qué ser tal y como la habían planeado, descartando aquellos planes preestablecidos que les llevaron a tocar fondo, tratando de buscar un nuevo camino hacia la felicidad.

## Reparto

#### Reparto principal
- Leticia Dolera - María Eugenia Aguado
- Celia Freijeiro - Cristina "Cris" (Episodio 1 - Episodio 3; Episodio 5 - Episodio 8)
- Aixa Villagrán - Esther Aguado

#### Reparto secundario
- Enric Auquer - Gari (Episodio 1 - Episodio 8)
- Font García - Pablo (Episodio 1 - Episodio 3; Episodio 5 - Episodio 8)
- Manuel Burque - Xosé (Episodio 3 - Episodio 8)
- Conrado Martínez Arias - Roger (Episodio 8, 9, 10 y 11)
- David Verdaguer - Gustavo (Episodio 1; Episodio 5 - Episodio 8)
- Cocó Salvador - Paula (Episodio 1 - Episodio 3; Episodio 5 - Episodio 8)
- Víctor Fontela - Richi (Episodio 3 - Episodio 5; Episodio 7 - Episodio 8)
- Alba Estapé - Natalia "Nata" (Episodio 3 - Episodio 5; Episodio 7 - Episodio 8)
- Marieta Sánchez - Maruja (Episodio 1 - Episodio 2; Episodio 5 - Episodio 6)
- Ángela Cervantes - Ro (Episodio 5 - Episodio 7)
- Jasmine Roldán - Jimmy (Episodio 2 - Episodio 3; Episodio 8)
- Xavi Sáez - Carlos (Episodio 2 - Episodio 3; Episodio 6)
- José Pérez Ocaña - Javier (Episodio 1 - Episodio 2; Episodio 6)

##### Con la colaboración especial de
- Pedro Casablanc - Ricardo (Episodio 3 - Episodio 4; Episodio 8)
- Carmen Machi - María del Pilar (Episodio 4; Episodio 7 - Episodio 8)
- Fernando Colomo - José Antonio Aguado (Episodio 4; Episodio 7 - Episodio 8)
- Risto Mejide - Presentador (Episodio 6)

#### Reparto episódico
- Alejandro Tous - Álex (Episodio 2)
- Itziar Castro - Enfermera analítica (Episodio 3)
- Txell Aixendri - Aroa (Episodio 4)

## Capítulos
| Temporada | Temporada | Episodios | Episodios | Lanzamiento original    | Lanzamiento original    | Lanzamiento original |
| Temporada | Temporada | Episodios | Episodios | Primera emisión         | Última emisión          | Cadena               |
| --------- | --------- | --------- | --------- | ----------------------- | ----------------------- | -------------------- |
|           | 1         | 8         | 8         | 18 de octubre de 2019   | 18 de octubre de 2019   | Movistar+            |
|           | 2         | 6         | 6         | 19 de noviembre de 2021 | 19 de noviembre de 2021 | Movistar+            |

### Primera temporada (2019)
| N.º en serie | N.º en temp. | Título                               | Dirigido por           | Escrito por                    | Fecha de emisión original |
| ------------ | ------------ | ------------------------------------ | ---------------------- | ------------------------------ | ------------------------- |
| 1            | 1            | «Cuando no te dejas llevar»          | Leticia Dolera         | Leticia Dolera y Manuel Burque | 18 de octubre de 2019     |
| 2            | 2            | «Cuando nada es lo que parece»       | Leticia Dolera         | Leticia Dolera y Manuel Burque | 18 de octubre de 2019     |
| 3            | 3            | «Cuando tomas un camino inesperado»  | Ginesta Guindal Forgas | Leticia Dolera y Manuel Burque | 18 de octubre de 2019     |
| 4            | 4            | «Cuando te confiesas con tus padres» | Elena Martín           | Leticia Dolera y Manuel Burque | 18 de octubre de 2019     |
| 5            | 5            | «Cuando quieres y no puedes»         | Elena Martín           | Leticia Dolera y Manuel Burque | 18 de octubre de 2019     |
| 6            | 6            | «Cuando no quieres estar sola»       | Ginesta Guindal Forgas | Leticia Dolera y Manuel Burque | 18 de octubre de 2019     |
| 7            | 7            | «Cuando todo se derrumba»            | Leticia Dolera         | Leticia Dolera y Manuel Burque | 18 de octubre de 2019     |
| 8            | 8            | «Cuando te dejas llevar»             | Leticia Dolera         | Leticia Dolera y Manuel Burque | 18 de octubre de 2019     |

### Segunda temporada (2021)[2]
| N.º en serie | N.º en temp. | Título                             | Dirigido por   | Escrito por                    | Fecha de emisión original |
| ------------ | ------------ | ---------------------------------- | -------------- | ------------------------------ | ------------------------- |
| 9            | 1            | «Cuando sí, pero no»               | Leticia Dolera | Leticia Dolera y Manuel Burque | 19 de noviembre de 2021   |
| 10           | 2            | «Cuando intentas volver a empezar» | Leticia Dolera | Leticia Dolera y Manuel Burque | 19 de noviembre de 2021   |
| 11           | 3            | «Cuando quieres lo que no tienes»  | Lucía Alemany  | Leticia Dolera y Manuel Burque | 19 de noviembre de 2021   |
| 12           | 4            | «Cuando todo viene de lejos»       | Irene Moray    | Leticia Dolera y Manuel Burque | 19 de noviembre de 2021   |
| 13           | 5            | «Cuando te pierdes en el bosque»   | Leticia Dolera | Leticia Dolera y Manuel Burque | 19 de noviembre de 2021   |
| 14           | 6            | «Cuando te miras en el espejo»     | Leticia Dolera | Leticia Dolera y Manuel Burque | 19 de noviembre de 2021   |

## Producción
Previo al estreno de la serie hubo una polémica por el hecho de una de las actrices que estaba prevista como una de las protagonistas,  Aina Clotet, finalmente no fue contratada por quedarse embarazada. Esto fue controvertido, ya que Leticia Dolera es una conocida activista feminista. Debido a este suceso, la serie cambió de nombre, de «Déjate llevar» a «Vida perfecta».

## Recepción y crítica
La serie ha recibido críticas positivas. Octavio Salazar opina en El País que "Vida perfecta consigue en apenas ocho horas ofrecernos un retrato completo y emocionante de las encrucijadas en las que se encuentran las mujeres en general y muy en particular las que ahora tienen entre 30 y 40 años" y Andrés Guerra en La Vanguardia la califica de "delicioso ejercicio de costumbrismo urbanita con mucha dosis de humor".
La serie ha logrado dos premios en Canneseries en 2019, a mejor serie y a mejor interpretación femenina, que ha recaído ex aequo en las tres protagonistas, Celia Freijeiro, Aixa Villagrán y la propia Dolera.

### Reconocimientos
| Año  | Premiación                                | Categoría                                                | Nominado(s)                      | Resultado | Ref.   |
| ---- | ----------------------------------------- | -------------------------------------------------------- | -------------------------------- | --------- | ------ |
| 2019 | Canneseries                               | Mejor Serie                                              | Vida Perfecta                    | Ganadora  | [ 11 ] |
| 2019 | Canneseries                               | Mejor Interpretación femenina                            | Leticia Dolera                   | Ganadora  | [ 11 ] |
| 2019 | Canneseries                               | Mejor Reparto                                            | Celia Freijeiro & Aixa Villagrán | Ganadoras | [ 11 ] |
| 2019 | Premios Feroz                             | Premio Feroz a la mejor serie de comedia                 | Vida Perfecta                    | Ganadora  | [ 12 ] |
| 2019 | Premios Feroz                             | Premio Feroz a la mejor actriz protagonista de una serie | Leticia Dolera                   | Nominada  | [ 12 ] |
| 2020 | Premios Fotogramas de Plata               | Mejor actriz de televisión                               | Aixa Villagrán                   | Nominada  | [ 13 ] |
| 2020 | Premios Fotogramas de Plata               | Mejor actor de televisión                                | Enric Auquer                     | Nominado  | [ 13 ] |
| 2020 | Premios Fotogramas de Plata               | Mejor serie de televisión                                | Vida Perfecta                    | Ganadora  | [ 13 ] |
| 2020 | Premios de la Unión de Actores            | Mejor actriz secundaria                                  | Aixa Villagrán                   | Nominada  | [ 14 ] |
| 2020 | Premios de la Unión de Actores            | Mejor actor secundario                                   | Enric Auquer                     | Nominado  | [ 14 ] |
| 2020 | Premios ALMA                              | Mejor Guion de Serie de Comedia                          | Leticia Dolera y Manuel Burque   | Ganadores | [ 15 ] |
| 2020 | Premios Ondas                             | Mejor intérprete masculino en ficción nacional           | Enric Auquer                     | Ganador   | [ 16 ] |
| 2021 | Premios MiM Series                        | Mejor DAMA a la mejor serie de comedia                   | Vida perfecta                    | Nominada  | [ 17 ] |
| 2021 | Premios MiM Series                        | Mejor DAMA al mejor actor de comedia                     | Enric Auquer                     | Ganador   | [ 17 ] |
| 2021 | Premios MiM Series                        | Mejor DAMA a la mejor actriz de comedia                  | Aixa Villagrán                   | Ganadora  | [ 17 ] |
| 2021 | Premios MiM Series                        | MiM al mejor guion                                       | Leticia Dolera y Manuel Burque   | Ganadores | [ 17 ] |
| 2021 | Premios Feroz                             | Premio Feroz a la mejor serie de comedia                 | Vida perfecta                    | Nominada  | [ 18 ] |
| 2021 | Premios Feroz                             | Premio Feroz al mejor actor de reparto de una serie      | Enric Auquer                     | Ganador   | [ 18 ] |
| 2021 | Festival Internacional de Cine de Almería | Mejor serie de comedia                                   | Vida perfecta                    | Nominada  |        |
| 2021 | Festival Internacional de Cine de Almería | Mejor showrunner de serie de comedia                     | Leticia Dolera                   | Nominada  |        |